# Hanska (Minnesota)
Pour les articles homonymes, voir Hanska.
Hanska est une ville américaine située dans le Comté de Brown, dans le Minnesota. Selon le recensement de 2010, sa population est de 402 habitants.

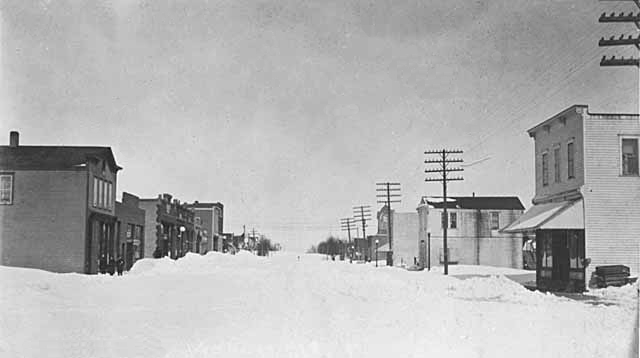
Hanska, 1917